# 박용철 전집 시집
박용철 전집 시집은 대한민국 전라남도 강진군 강진읍에 있다. 2012년 6월 14일 강진군의 향토문화유산 제50호로 지정되었다.

## 개요
저자  : 박용철   출판년도 : 1939.  5.  5  출 판 사 : 동광당서점  문화재청의 근대문화유산 문학분야 목록화 조사사업 최종보고서 73번째에 등록됨